# Buddleja lojensis
Buddleja lojensis är en flenörtsväxtart som beskrevs av E.M. Norman. Buddleja lojensis ingår i släktet buddlejor, och familjen flenörtsväxter. Inga underarter finns listade i Catalogue of Life.